# Ukita Hideie

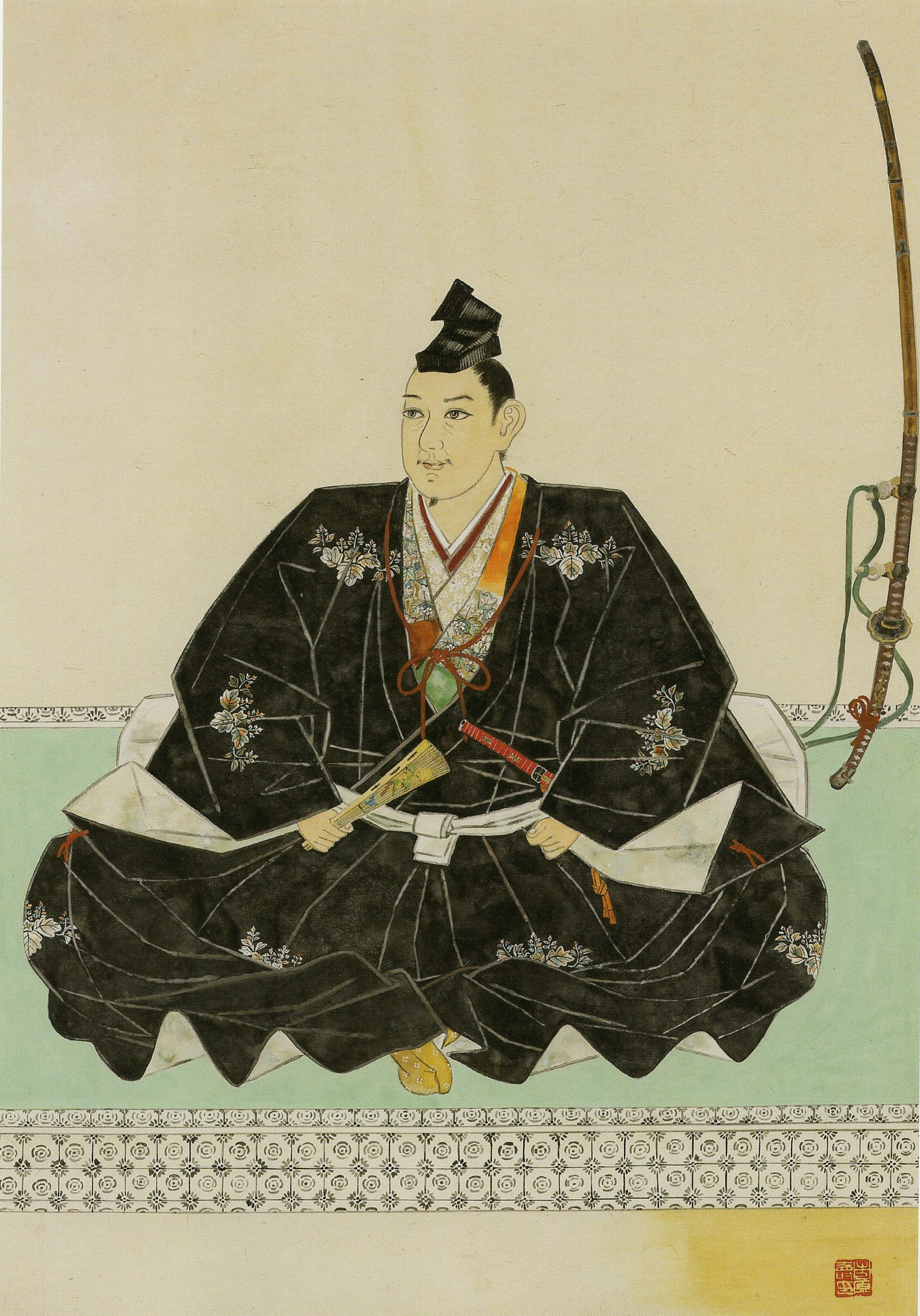
Ukita Hideie

Ukita Hideie (japanisch 宇喜多 秀家; geboren 1572 in Okayama (Provinz Bizen); gestorben 17. Dezember 1655 auf der Insel Hachijō-jima) war ein bedeutender japanischer Daimyō der Sengoku-Zeit.

## Leben und Wirken
Ukita Hideie war der älteste Sohn von Ukita Naoie (宇喜多 直家) und hieß Ie’uji (家氏). Später änderte er seinen Namen in Hideie, nachdem er das erste Zeichen „Hide“ von Toyotomi Hideyoshi übernehmen durfte. Nach dem Tod seines Vaters wurde er von Hideyoshi aufgezogen und heiratete 1589 Gohime (豪姫), die dritte Tochter von Maeda Toshiie, die Hideyoshis Adoptivtochter war.
1582 entsandte Ukita über 20.000 Kavalleristen, um Hideyoshi bei der Eroberung der Burg Takamatsu (高松城) in der Provinz Bitchū (heute Präfektur Okayama) zu unterstützen. Das Erbe seines Vaters in den Provinzen Bizen und Mimasaka (Präfektur Okayama) belief sich zusammen auf das beträchtliche Vermögen von mehr als 500.000 Koku. Er diente weiter unter Hideyoshi und beteiligte sich am nationalen Einigungskrieg. 1587 wurde er zum Sangi (参議) im Dritten Rang (従三位, Jusammi) befördert. 1594 beteiligte er sich am Einmarsch in Korea und zum „Gon-Chūnagon“ (権中納言) befördert. 1597 reiste er mit Mōri Hidemoto (毛利秀元; 1579–1616) als Truppenaufseher (監軍, Kangun) für die Rückeroberung Koreas übers Meer und wurde im folgenden Jahr Mitglied des „Rates der Fünf Regenten“, den Toyotomi zur Fürsorge für seinen minderjährigen Sohn eingerichtet hatte.
In dieser Zeit baute Ukita, auf Befehl Hideyoshis, die Burg Okayama umfassend aus. Die Burgstadt wurde renoviert, und es heißt, dass von 1594 bis 1595 eine Landvermessung (惣検地, Sōkenchi) durchgeführt wurde. Seine Arroganz, die erzwungene Landvermessungen im Territorium und die Unterdrückung von hochrangigen Vasallen, die sich dem Bushō-Flügel (武将派) der Nichiren-Richtung des Buddhismus oder dem Bunri-Flügel (文吏派) der christlichen Lehre angeschlossen hatten, führten dazu, dass sich Familien von ihm lösten und die Samurai verärgert waren.
Ukita gehörte dennoch zu den wichtigsten Daimyō im Lande und nahm an der Schlacht von Sekigahara im Jahr 1600 als General unter Ishida Mitsunari teil. Er gehörte zur Verliererseite, erhielt 1603 zunächst Hilfe von Shimazu Yoshihiro (島1535–1619) aus dem Satsuma-Klan, wurde aber 1606 auf die Insel Hachijō-jima verbannt. Hideie rasierte sich den Kopf und nannte sich „Kyūfuku“ (休福) – auf Deutsch „Das Glück ruht“. Es wird gesagt, dass mehr als zehn Personen, darunter sein Sohn Kurō (宇喜多 九郎), ihm auf die Insel folgten. Er führte dort ein elendes Leben und starb am 20. November 1655 an einer Krankheit.